# Katedra Changchung w Pjongjangu

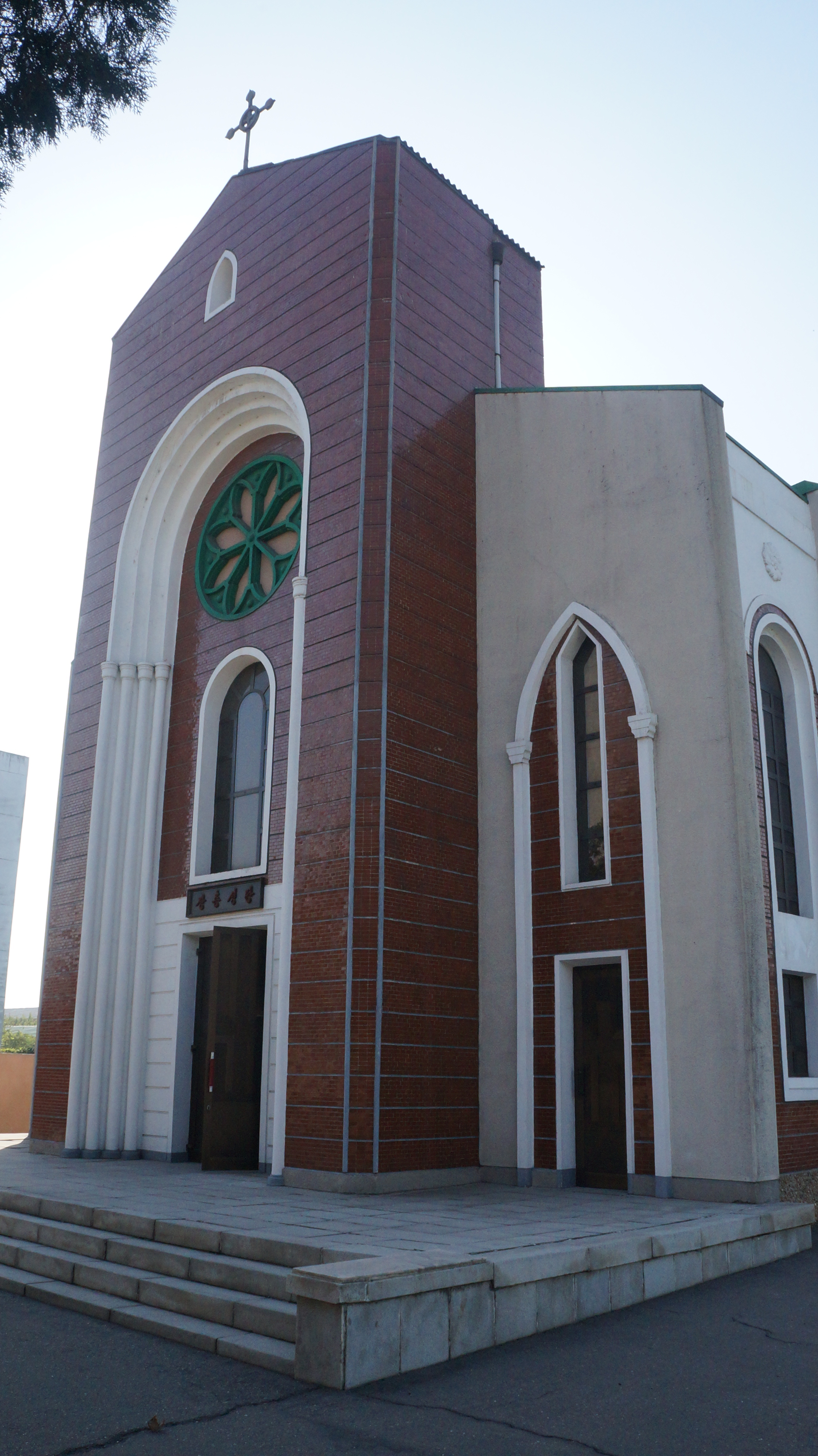

Katedra Changchung (kor. 장충성당) – nominalna katedra rzymskokatolickiej diecezji pjongjańskiej w dzielnicy Sŏn’gyo w Pjongjangu. Została otwarta w 1988 jako element propagandy, tworzący iluzję wolności religijnej w Korei Północnej. W katedrze nie pracują żadni księża, nabożeństwa są prowadzone przez osoby świeckie wyznaczone przez władze.
Jest jednym z 4 kościołów w Pjongjangu.